# Château de Canac (Murat-sur-Vèbre)
Pour l’article homonyme, voir Château de Canac (homonymie).
Le château de Canac, de style Renaissance, est situé dans la vallée du Dourdou, sur la commune de Murat-sur-Vèbre, dans le Tarn, en région Occitanie (France). 
Construit au XVIe siècle dans les dernières années des guerres de Religion dans la seigneurie de Boissezon de Masviel, c'est un grand édifice ruiné, situé sur un promontoire à 688 m d’altitude, dominant de plus d’une centaine de mètres le hameau de Canac. Les vestiges sauvegardés sont accessibles au public en direct par un raide sentier depuis le hameau et lors de la randonnée d'intérêt départemental du Plo de Canac.

## Historique

### Origines

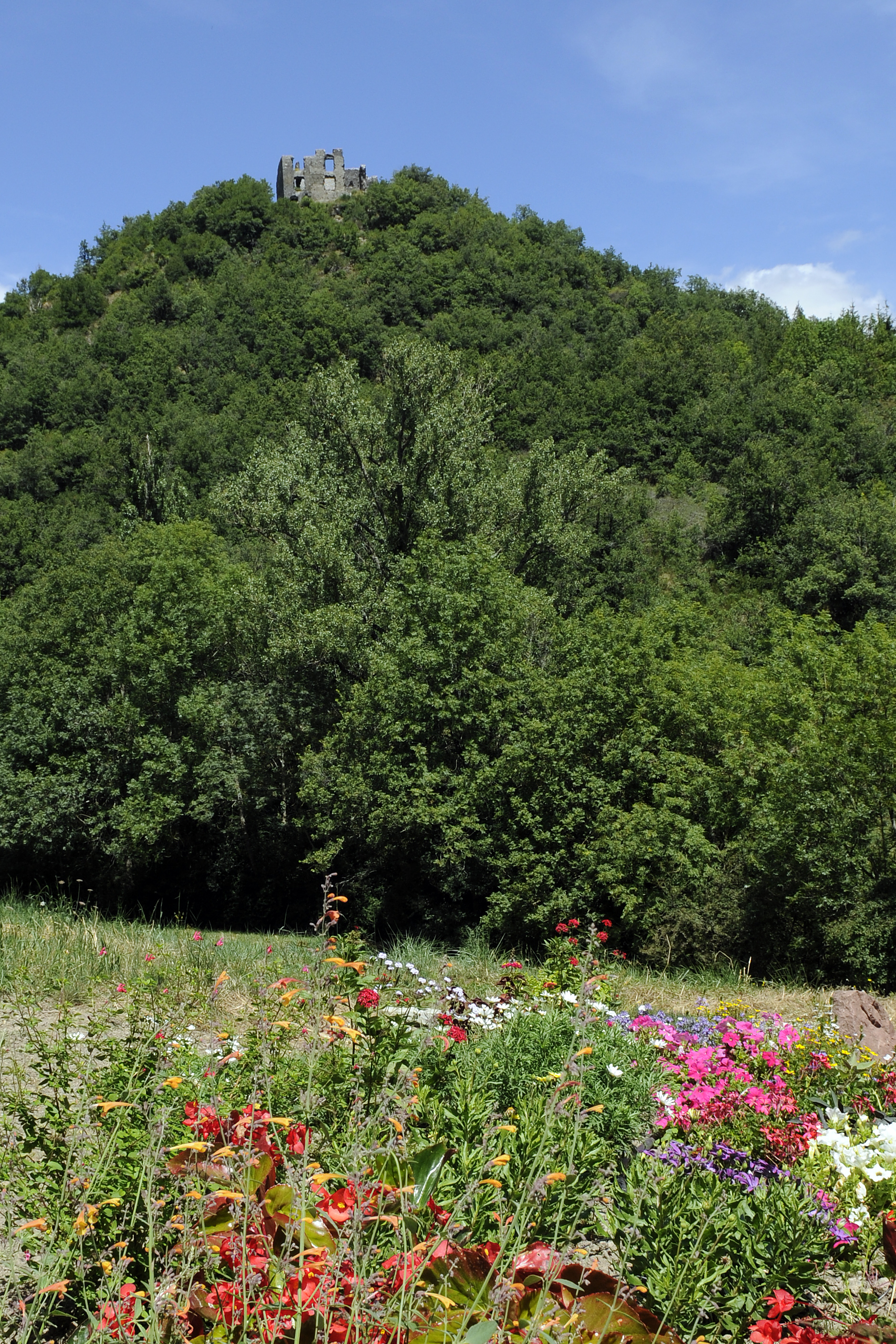
Vue depuis le village

Une supplique au sénéchal de Carcassonne en 1593 d'Aldonce de Peyrusse, héritière de la seigneurie de Boissezon de Masviel et épouse de Guillaume de Génibrouse, seigneur et baron de Valtoret (Saint-Amans) précise les conditions de cette construction sur ce site difficile d'accès. Leur château de Saint-Amans ayant été pris en 1588 par les catholiques et en partie détruit, ils durent se retirer dans la seigneurie de Boissezon et « y faire bâtir et édifier une maison au lieu de Canac ».
Des actes notariés rédigés dans le château confirment la présence de Guillaume de Génibrouse et d'Aldonce de Peyrusse à partir de 1592.
Les fouilles archéologiques (2009-2011) réalisées lors des travaux de sauvegarde sous la direction de la DRAC Occitanie n'ont pas trouvé trace de vestiges moyenâgeux d'une occupation antérieure du site. Les recherches historiques n'ont pu établir de relation entre ce site de Canac (commune de Murat-sur-Vèbre aujourd'hui et l'une des 4 paroisses de la communauté d'Ancien Régime de Boissezon de Masviel) et un Rodolphe de Canac, participant à la Septième croisade, cité dans une première hypothèse de construction médiévale.

### Le château Renaissance

#### La maison forte d'Aldonce de Peyrusse
Aldonce de Peyrusse, fille d'Antoine de Peyrusse, seigneur de Boissezon de Masviel, et de Séguine de Caraman et de Foix, a épousé dans le château de Boissezon-de-Masviel le 25 novembre 1575, Guillaume de Génibrouse qui héritera bientôt de la seigneurie de Saint-Amans-Valtoret. 
C'est l'alliance de deux puissantes familles protestantes, les Peyrusse et les Génibrouse, du comté de Castres et de deux familles très engagées dans les guerres de Religion. Au cours des deniers épisodes guerriers dans le Comté, Pierre de Peyrusse, le frère d'Aldonce, participe à la reddition du fort de Nages dans la seigneurie voisine « après 50 coups de canon » et il sera tué lors du siège d'un fort proche de Belmont en 1586. Aldonce de Peyrusse a dû fuir son château de Saint-Amans en avril 1588 lorsqu'il est attaqué par les catholiques pour la deuxième fois. Guillaume de Génibrouse rédige son testament quelques jours plus tard chez son cousin Jacques de Genibrouse dans le château de Rassise (fort situé sur l'actuelle commune de Teillet, Tarn), « craignant d'être supprimé à cause des troubles de guerre ».
C'est donc lors des derniers soubresauts guerriers de la conquête du pouvoir par Henri IV que Guillaume de Génibrouse et Aldonce de Peyrusse s'installent à Canac avec leurs trois enfants, l'ainé Nicolas (~1583 - 1647), Jeanne (~1585) et Jean (~1588 - 1673). Guillaume de Génibrouse y décédera bientôt « dans les premiers jours de juin 1593 ». 
Antoine Boyer, notaire royal rédige dans le château de Canac de nombreux actes concernant la seigneurie de Boissezon, les premiers au cours de l'année 1592. Ces actes pour la plupart traitent de reconnaissances, d'acquisitions et d'échanges de terres sur le territoire de la paroisse de Canac. On y remarque une série d'actes qui reconstituent la métairie noble de Lardénas. Revenu en temps de paix, l'administration seigneuriale reprend ses droits. La liste des actes notariés dans le château se termine par une quittance de madame de Boissezon en 1599.  
Aldonce de Peyrusse, "dame de Boissezon" en 1592 devient "dame de Colombières et du dit Boissezon" à partir d'octobre 1594. Elle a en effet épousé en secondes noces Pierre de Caylus seigneur de Colombières et de Rouairoux. C'était d'ailleurs dans le château de Rouairoux que Guilhaume de Génibrouse et son épouse s'étaient réfugiés un temps lors d'une première attaque de leur château de Saint-Amans.  
Aldonce de Peyrusse aura un fils de ce second mariage, François de Caylus et va se retrouver au décès de son second époux à la tête des seigneuries de Boissezon de Masviel, de Saint Amans de Valtoret et de Colombières et Rouairoux. Nicolas héritera des seigneuries de Saint-Amans et de Boissezon, Pierre de Caylus de celles de Colombières et Rouairoux et Jeanne sera dotée pour épouser Jean de Lordat en 1601.

#### L'éphémère seigneurie de Canac
Aldonce de Peyrusse va à partir de 1629 établir son second fils Jean de Génibrouse et organiser son mariage avec la fille unique Lucrèce d'un modeste coseigneur de Nages, Pierre de Géniés, Une dizaine d'actes notariés arrêtent les donations et le contrat de mariage est rédigé par le notaire Portalon à Saint-Gervais le 7 février 1633,. Le mariage a été célébré en "l'église romaine" le 22 janvier 1630. Ils reçoivent les droits de la paroisse de Canac qui est élevée en seigneurie avec les droits de justice, le château, les métairies nobles de Lardénas et de Cambiès, un moulin et une somme de 30 000 livres pour « faire toutes les réparations au château et les maisons et y construire de nouveaux bâtiments ». La somme correspond à son droit d'augment prévu lors de son propre mariage et est à prendre sur les biens de son fils ainé Nicolas. 

Quinze ans plus tard, le 11 avril 1648, Jean de Génibrouse sieur de Canac abandonne tous ses droits sur le château et la seigneurie à son neveu Jacques de Génibrouse devenu seigneur de Boissezon de Masviel à la suite du décès de son père Nicolas. Le paiement prévu de 80 000 livres, échelonné sur trois ans, tarde. Il s'ensuivra nombre de courriers et actes en justice jusqu'au dernier paiement en 1653 d'un montant de 20 000 livres réglé en espèces et vérifié par un maitre orfèvre de la ville de Pézenas. Las, Jean contestera les louis d'argent, réclamera les meubles laissés dans le château et il faudra attendre une délibération du Parlement de Toulouse en 1663 pour le règlement définitif de la vente.

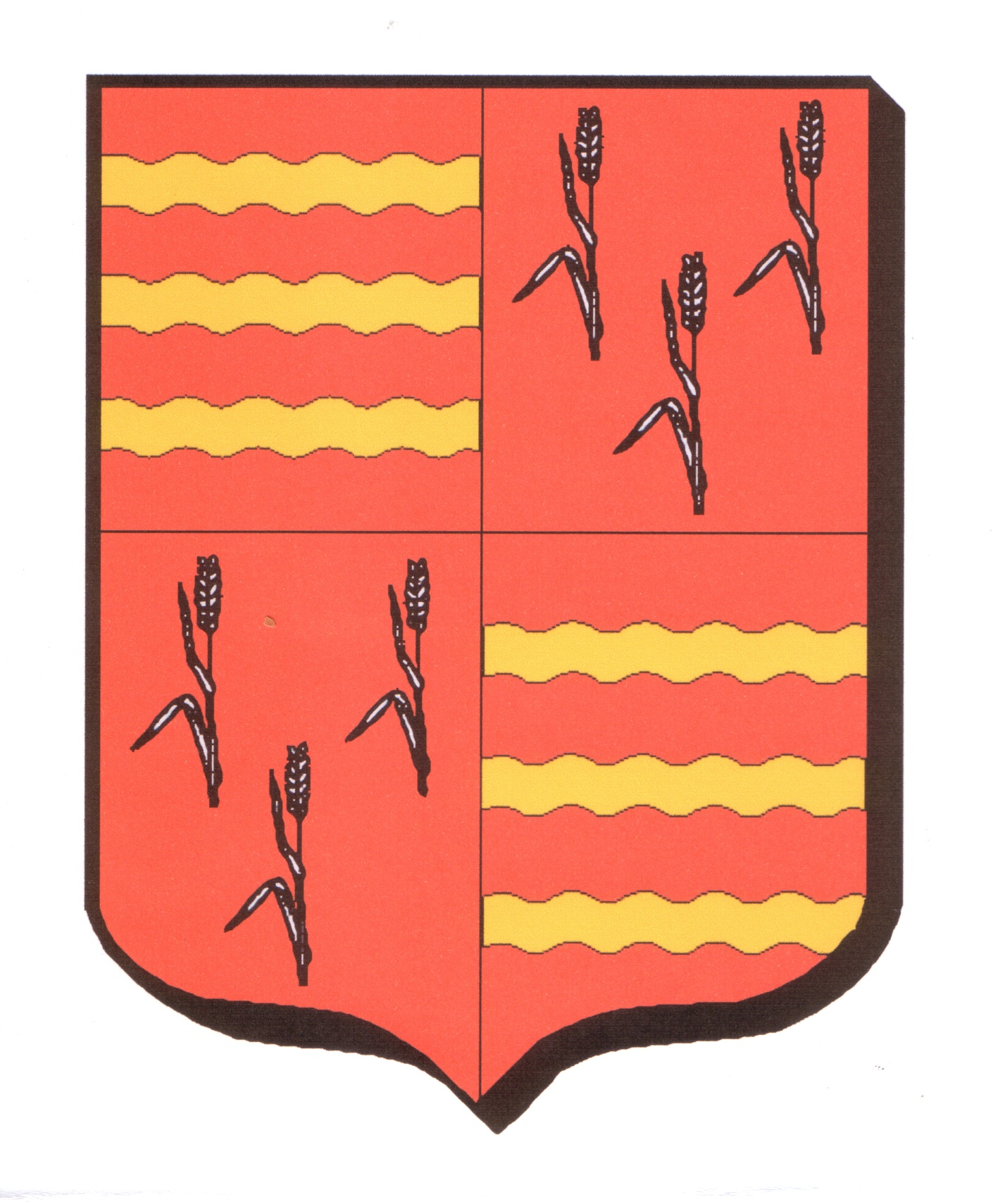
Armoiries de Jean de Génibrouse, seigneur de Canac

Jean de Génibrouse avait acquis en 1649 la seigneurie de Tiberet (aujourd'hui dans la commune de Cabrières, Hérault) où il décédera. Il sera enseveli le 20 octobre 1673 dans la petite église de Saint-Martin-des-Crozes toujours avec le titre de "seigneur de Canac". Le tombeau aujourd'hui disparu se trouvait dans la chapelle Saint-Antoine.
Le Catalogue des gentils-hommes de la Province du Languedoc, le 8 juillet 1669, avait confirmé la noblesse de Jacques de Génibrouse, seigneur et baron de Saint-Amans vicomte de Boissezon et aussi celle de Jean de Génibrouse seigneur de Canac, Nages et Tiberet et de son fils aîné Pierre de Génibrouse seigneur de Nages. Ils portent les mêmes armoiries : "écartelé, au 1 et 4 de gueules à trois fasces ondées d'or, au 2 et 3 de gueules à trois épis d'argent posés en pal".

#### Le dernier sieur de Canac
Le château de Canac ne semble plus habité à partir de sa vente à la branche ainée des Génibrouse-Boissezon. et servira au cours du XVIIe siècle à recevoir les redevances en nature des tenanciers de la paroisse, le seigneur s'engageant devant ses fermiers « de faire garder ses chasteaux de Boissezon et Canac ». Jacques de Génibrouse lors du dénombrement  de sa terre et seigneurie de Boissezon de Masviel en 1672 précise qu'il détient à Canac, un château qui n'est plus habité  « où il y a tours, basse-cour et un petit jardin et terre tout contigu ».
Le titre de sieur de Canac sera donné à l'un de ses fils, un Jean qui fait son testament en mars 1693 avant de rejoindre l'armée du roi. Il sera enseveli "baron de Canac" dans l'église de Saint-Amans-Valtoret le 22 février 1702, sans probablement n'être jamais venu à Canac!
Le château de Canac est oublié sur son promontoire et lors d'une enquête faite par le clergé en 1759 sur l'organisation de la communauté de Boissezon de Masviel, le curé de Canac précise « un château entièrement délabré ».

### Réhabilitation du site

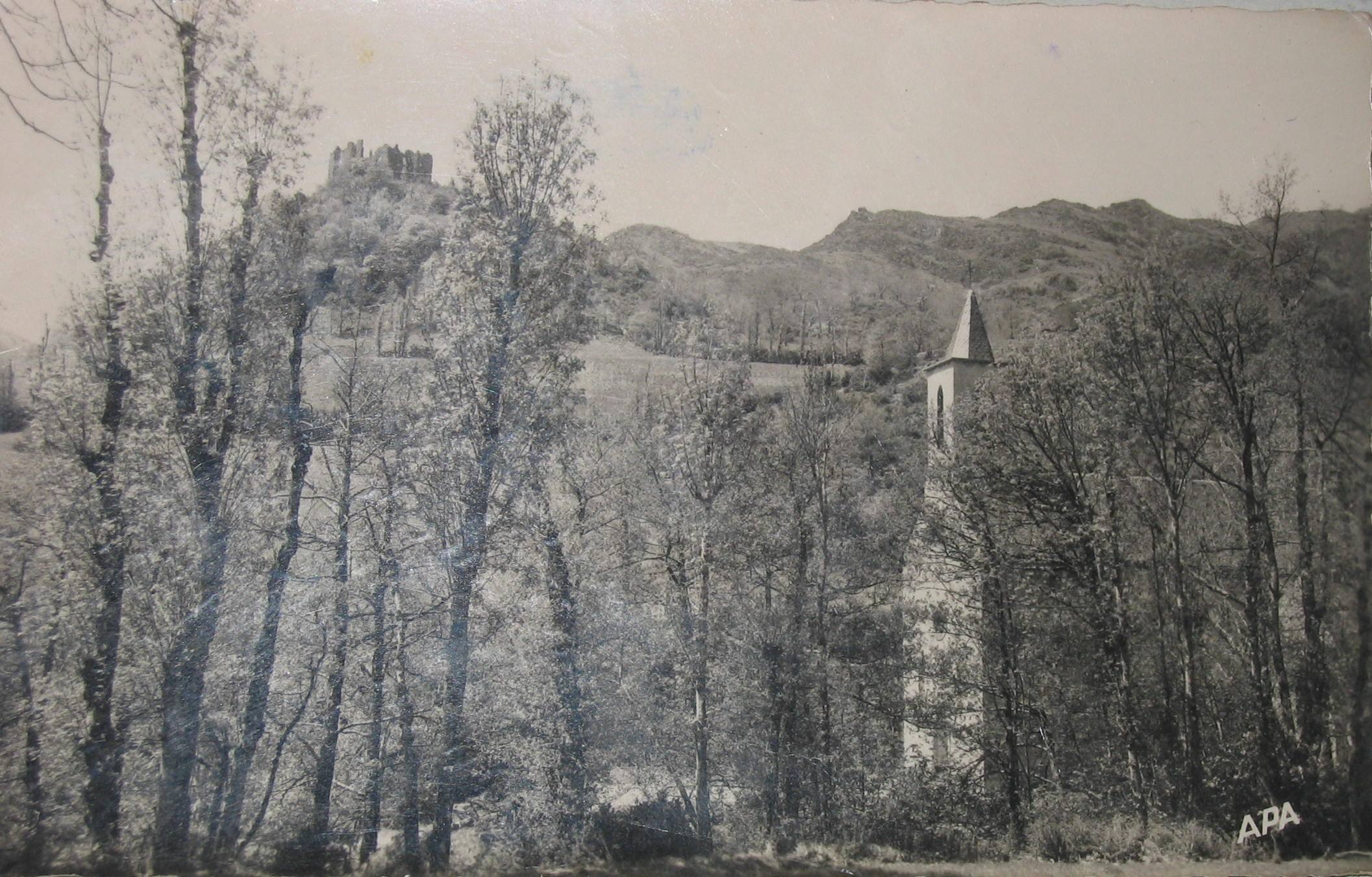
Carte postale ancienne

Soulignés comme « curiosités naturelles et historiques du canton de Murat et pratiquement inaccessibles » dans l'annuaire du Tarn de 1923, les vestiges restent bien visibles jusque dans les années 60. Les terres sont tout autour cultivées et plus particulièrement par la culture des fraises. Les ruines font partie du quotidien des habitants de Canac et l'absence de documents sur son origine en font un lieu mystérieux. On croit savoir qu'un souterrain le relie au château proche de Blanc (Commune de Peux-et-Couffouleux, Aveyron). Quelques belles pierres de taille se retrouvent dans les maisons du village en encadrement de fenêtre ou de marches d'escalier. C'est à la suite d'une étude préalable réalisée par la C.A.U.E. du Tarn, que la municipalité de Murat-sur-Vèbre décide en 2003 de sauvegarder les vestiges du château.
La redécouverte du château débute en 2004, avec des travaux de débrousaillage. Il est en effet enseveli sous une végétation luxuriante depuis bien des années. Il se situe, avec son sentier d'accès, sur des biens de section du hameau et dont les parcelles concernées deviendront propriété municipale. Le projet mené conjointement par la mairie de Murat-sur-Vèbre, la communauté de communes des Monts de Lacaune, ainsi que l'association "Sauvegarde du patrimoine de Canac" permet la sauvegarde partielle du site en 2008. 

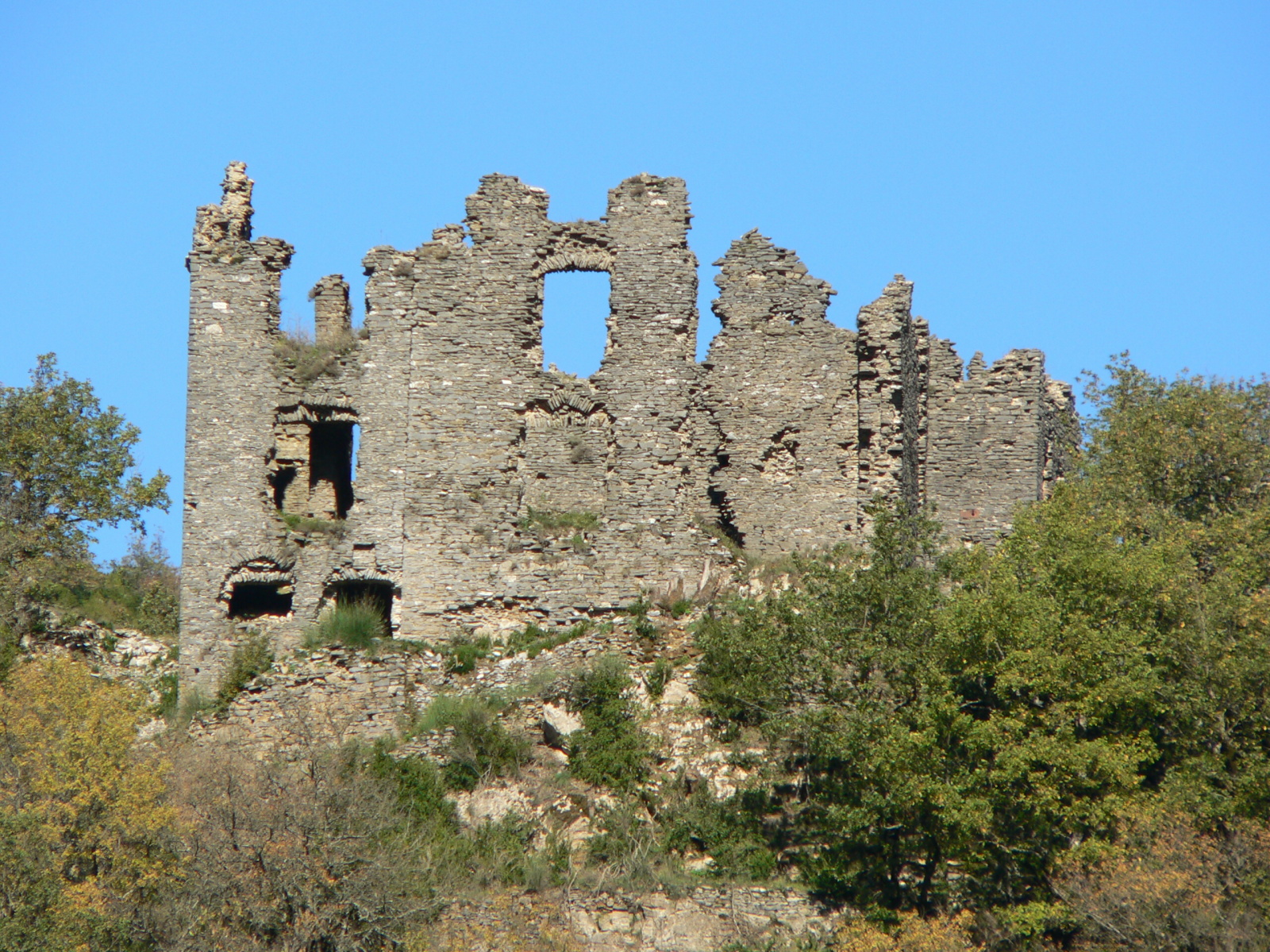
Vue des vestiges avant leur sauvegarde

L'expertise est apportée tout au long du chantier par la DRAC Occitanie, le SDAP du Tarn et le Délégué départemental de la Fondation du Patrimoine. Un chantier d'une douzaine de bénévoles encadré par Concordia assurera les premiers travaux de dégagement des décombres. L'École Nationale Supérieure d'Architecture de Toulouse participera au relevé des vestiges et à l'établissement des plans. Et de nombreux bénévoles participeront au projet pour l'ouverture du chemin d'accès, le transport des matériaux, les fouilles et les aménagements pour l'accueil du public. 
Une deuxième tranche de travaux en 2010 permet de sécuriser le site. L'inauguration a lieu en juillet 2011 en présence de Joseph de Léotard, un lointain descendant du premier propriétaire Guillaume de Génibrousse. 
Les travaux de réhabilitation sont récompensés par le prix de la société pour la protection des paysages et de l'esthétique de la France, décerné lors d'une cérémonie au Sénat en mars 2009.
Lors des fouilles, furent retrouvés des tessons de poterie et des pièces de monnaie (un liard en billon d'Henri III, un denier tournois en cuivre d'Henri IV, deux double tournois en cuivre de Louis XIII de 1612 et 1618). Ils ont été versés avec un dé à coudre dans la collection archéologique de la commune de Murat-sur-Vèbre ainsi que quelques pierres de taille dont probablement un jambage de la cheminée.
Ainsi, les ruines sont sécurisées et aménagées pour la visite. Elles sont accessibles : au travers d'un chemin de randonnée le Plo de Canac, un circuit d'intérêt départemental, et en direct depuis le hameau, par un sentier qui part de la D92 à hauteur de l'église. L'accès historique se faisait depuis l'ancienne voie de Saint-Gervais à Brusque à hauteur d’une écurie, une ruine aujourd'hui connue dans la mémoire locale comme celle du seigneur. Le chemin muletier après avoir franchi le rec d’Espeyres,  longeait un moulin avant d’atteindre les derniers lacets soutenus par des murailles. Une partie du chemin s'est écroulé et il en reste les murailles au pied du château.

## Architecture

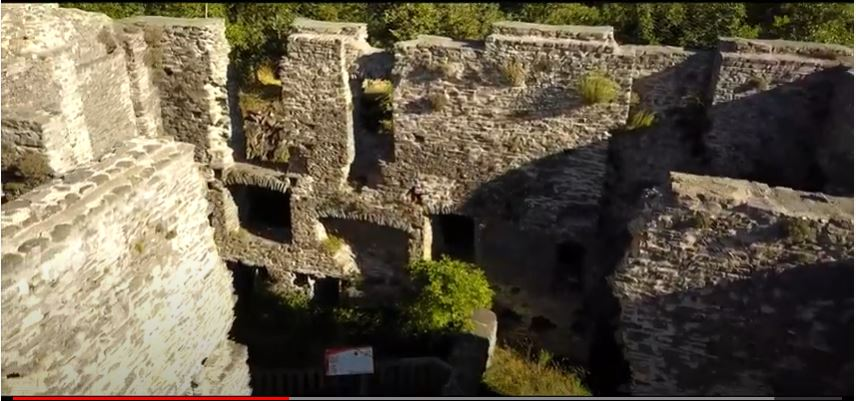
Une visite proposée par Philippe Vernhes

Le  bâtiment est directement construit sur le schiste qui affleure à certains endroits comme dans les caves et c'est ce même matériau prélevé sur le site dont témoigne un front de taille proche, qui a été utilisé pour la construction. Un seul encadrement d'ouverture a été conservé, en grès blanc pour accéder à la tour et le grès rose (dit du Rougier de Camarés)  était probablement utilisé pour les autres ouvertures. L'édifice, d'une hauteur d'une quinzaine de mètres, est constitué d'un massif corps de logis flanqué d'une tour carrée au Nord, plus haute d'au moins un étage et desservi par un monumental escalier au Sud. Les toitures étaient probablement faites de lauzes. 
La construction (308 m2 au sol, 600m2 d'espace "habitable") ne parait pas avoir subi beaucoup de remaniements dans le temps. Elle montre deux grands états nettement marqués par deux coups de sabre sur toute la hauteur de l'édifice. L'état 1 est constitué de l'espace ESP 1 au sud-est et l'état 2 comprend avec  l'espace ESP 2 au nord -ouest, l'espace ESP 3, un escalier monumental et la tour bastionnée (ESP 4). 

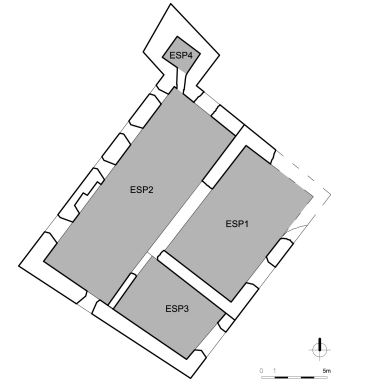
Plan général (Rapport de fouille programmée)

La porte d'entrée du château (ESP 3) est devancée par une terrasse artificielle, soutenue par un muret, d'où débouche le chemin d'accès, qui monte sur les flancs du puech depuis le village de Canac. Au-dessus de la porte on remarque des traces d'arrachement, où devaient peut être se trouver les armoiries de la famille de Génibrousse.
Le rez-de-chaussée est occupé par des caves dont celle de l'ESP 1 a conservé partie de la voute. On remarque dans la voute côté Sud, une partie obturée qui pourrait être un premier accès entre ce premier niveau et le niveau supérieur avant la construction de l'escalier.  C'est aux niveaux supérieurs que se situaient les pièces de réception et de la vie quotidienne. Celle du niveau 1 de ESP1 avec ses grandes ouvertures sur la vallée, des fenêtres à meneaux, était dallée de tomettes de terre cuite dont on a retrouvé des fragments et les murs recouverts de boiseries aujourd'hui disparues. Celle de ESP2, probablement partagée par une cloison, présente une vaste cheminée au Sud-Ouest et, à sa hauteur, une sortie surélevée vers l'extérieur. On remarque d'autres cheminées aux niveaux supérieurs. Les trous de boulins ou d'empochement observés permettent de distinguer les niveaux de chacun des espaces, 3 pour ESP 2 et 4 pour ESP 1. 
La tour (ESP 4), l'espace le mieux conservé, était accessible depuis l'espace ESP 2 à chacun de ses niveaux. Elle disposait de latrines dont l'une est bien conservée au niveau 3 et une bouche à feu. Elle devait comporter 4 niveaux.  
C'est depuis l'espace ESP 3 que l'on entrait dans le château, l'escalier à volées inversées desservant tous les niveaux des deux espaces dont le quatrième de ESP 1 par un escalier en bois dont il subsiste l'empreinte.  

L'étude archéologique a permis d'établir une restitution de l'édifice et d'envisager une construction en deux étapes proches dans le temps, d'abord celle d'une construction sommaire correspondant à l'espace ESP 1, puis complétée par les espaces ESP 2, la tour (ESP 4) et l'escalier monumental (ESP 3).      

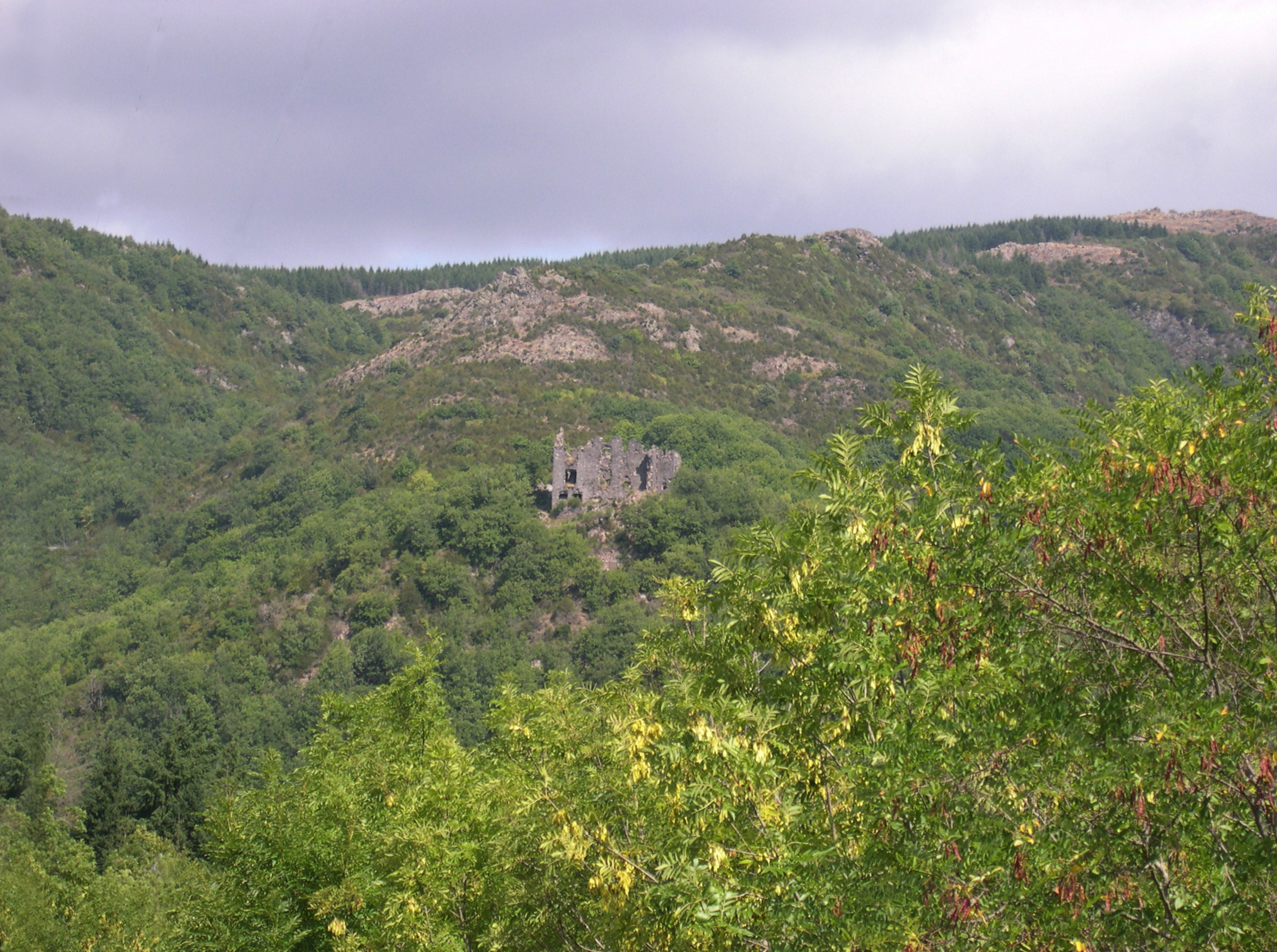
Vue du château sur son puech
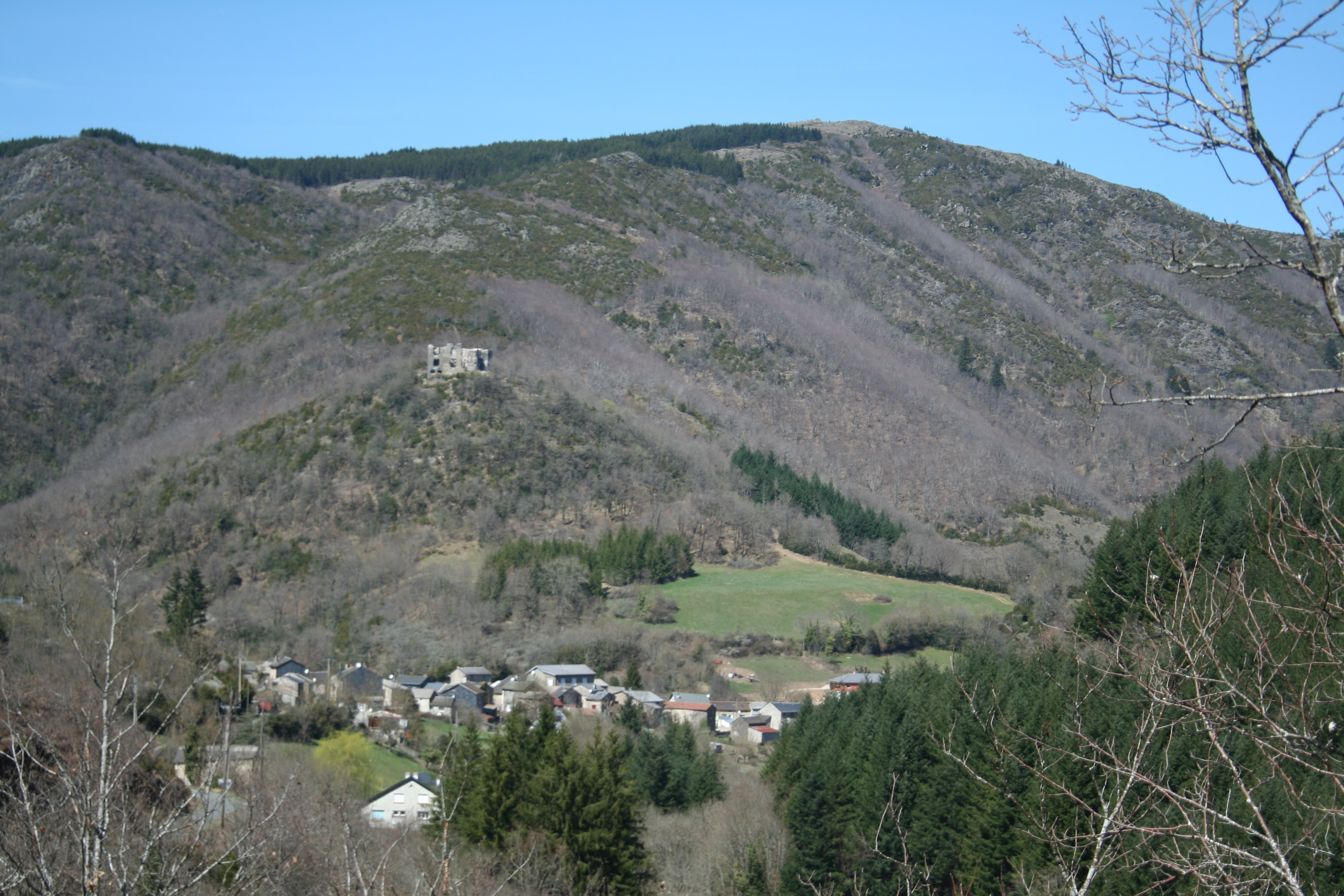
Vue du château surplombant le hameau de Canac
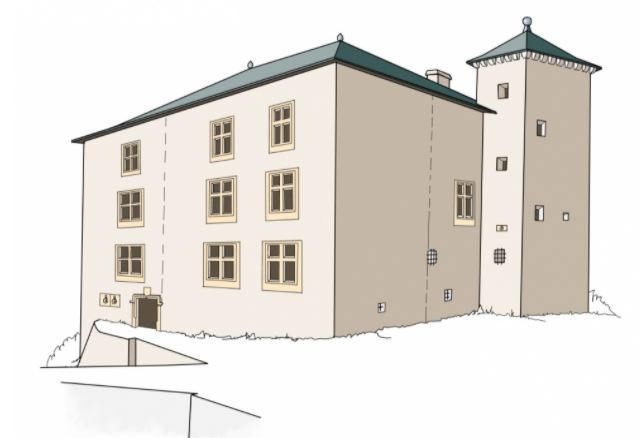
Reconstitution du château par Xavier Canat

## Référence
1. ↑  Archives Tarn-et-Garonne, Série ii (ii 300)
2. 1 2 3  Faurin, Journal de Faurin sur les guerres de Castres, Lacour, 4éme trimestre 2002,  (ISBN 2-7504-0031-7)
3. 1 2  Archives Tarn, Notaires, Antoine Boyer ( 3 E 1 9072, 3 E 1 9075)
4. 1 2  Archives Tarn-et-Garonne, Série II (ii 281)
5. ↑  Antoine Batailler et Charles Pradel, Mémoires de Batailler : sur les guerres civiles a Castres et dans le Languedoc (1584-1586), Albi, Imprimerie G.-M. Nouguies, coll. « Archives historiques de l'Albigeois », 1884, 149 p. (BNF 34098686, lire en ligne)
6. ↑  43° 44′ 08″ N, 2° 53′ 49″ E
7. ↑  Davenes, notaire de Saint-Amans
8. ↑  Archives départementales de l'Aude, Enregistrement actes notariés (B 35, p 184, p 339)
9. ↑  Archives départementales de Tarn-et-Garonne, Série B (B 35, p 339)
10. ↑  Archives départementales de Tarn et Garonne, Série II ( ii 300, pièces de 11 à 53)
11. ↑  Archives départementales de Tarn̟-et-Garonne, Série II (ii 300, p 703, p 728)
12. ↑  Archives départementales de Tarn-et-Garonne, Série II (ii 300, document 8)
13. ↑  paroisse St-Martin des Crozes - Cabrières, « acte de décès photo 3 », sur AD Hérault (consulté le 11 juin 2021)
14. ↑  Archives départementales de l'Hérault, Registre paroissial Saint-Martin-des-Crozes
15. ↑  Henry de Caux, Catalogue général des gentils-hommes de la Province du Languedoc : dont les titres de noblesse ont été remis devant Monsieur de Bezons... en vertu de la commission de Sa Majesté pour la recherche de la noblesse, du mois de mars 1668, Pézenas, Jean Martel, 1676, 181 p. (BNF 30208467, lire en ligne), p. 33-34
16. ↑  Archives Tarn et Garonne, Série II (ii 142)
17. ↑  Archives Tarn, Albia Christiana
18. ↑  « Les vestiges du château de Canac », sur Tarn Tourisme (consulté le 12 juin 2019)
19. ↑  Xavier Canat, Restitution graphique du château de Canac, Cahier de Rieumontagné N° 075, Juillet 2015, CRPR